# 彭勝竹
彭勝竹（1950年2月12日—），中華民國空軍二級上將，籍貫湖北省武昌市，生於臺南市，成長於屏東縣東港鎮、苗栗縣外埔鄉客家村落，客語及臺語流利，畢業於空軍官校60年班、美國空軍戰爭學院，為中華民國國軍留美將領之一，駐外武官出身，是首位空軍出身國安局長，現任國防院戰略諮詢委員，曾任國安局長、空軍司令、副參謀總長兼執行官、國防部軍情局長、空軍司令部參謀長、空軍官校校長、陳水扁總統府侍衛長、副侍衛長、空軍花蓮401聯隊長、駐美軍事代表團長、1996年台海危機時任駐美國武官、赴美F5E換裝教官、駐新加坡共和國空軍教官等職。2019年7月於國安局長任內因發生數起軍紀事件與國安局特勤中心私菸案而引咎辭職。

## 荣誉

### 中华民国勋章奖章
- 陆海空军甲种二等奖章（2006年3月31日于台北总统府颁授[7]）
- 三等云麾勋章（2007年7月17日于台北总统府颁授[8]）